# جووانی باتیستا بالیانی

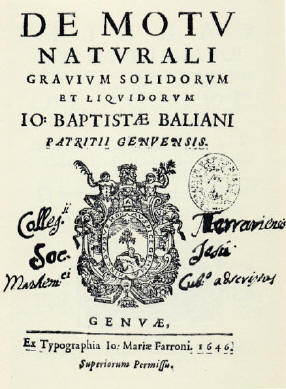
Title page of De motu naturali gravium solidorum et liquidorum, 1646

جیووانی باتیستا بالیانی (انگلیسی: Giovanni Battista Baliani؛ زاده ۱۵۸۲ – درگذشته ۱۶۶۶) یک فیزیک‌دان، و ستاره‌شناس اهل ایتالیا بود.